# معلم تاريخي وطني (الولايات المتحدة)

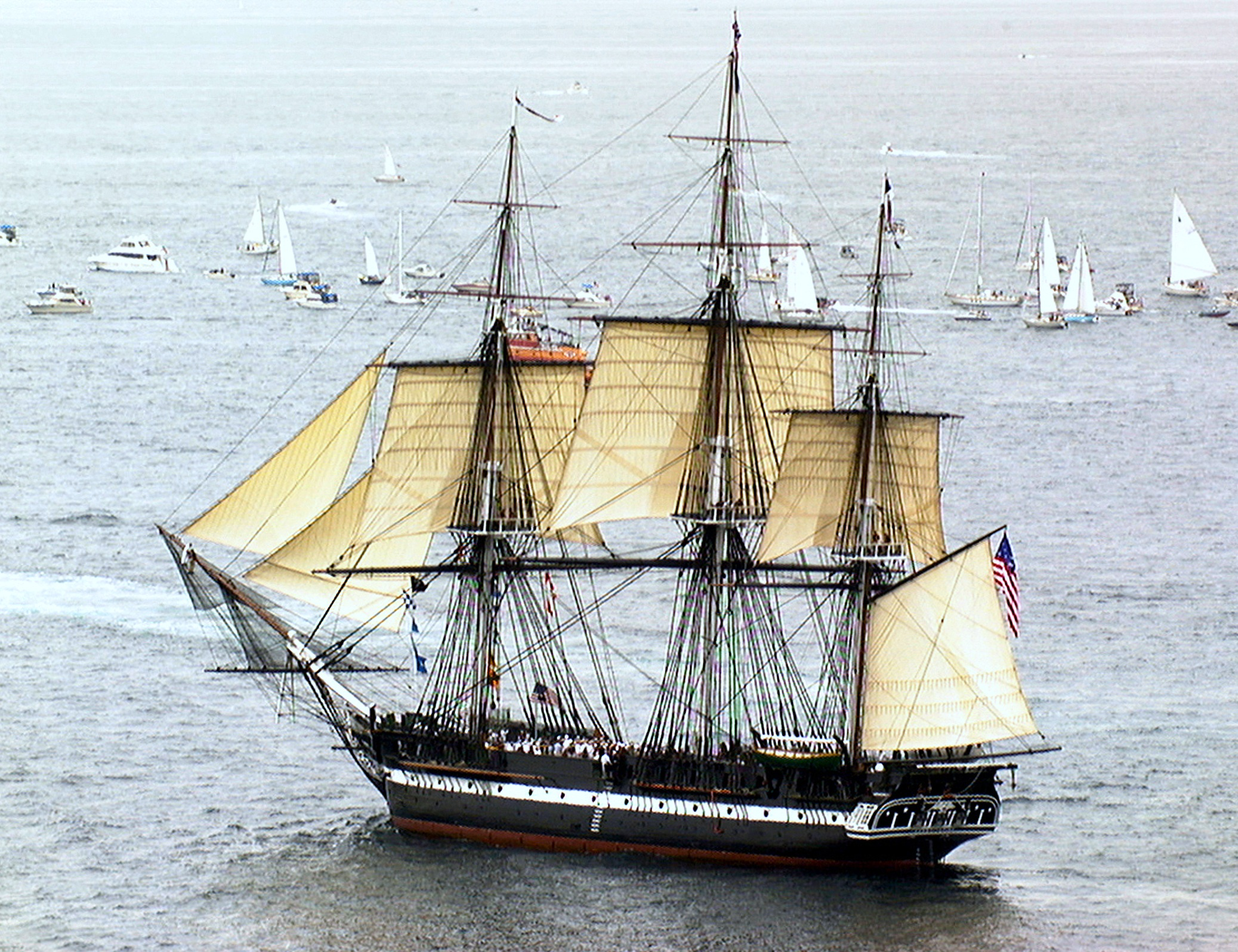
يو إس إس كونستيتيوشن

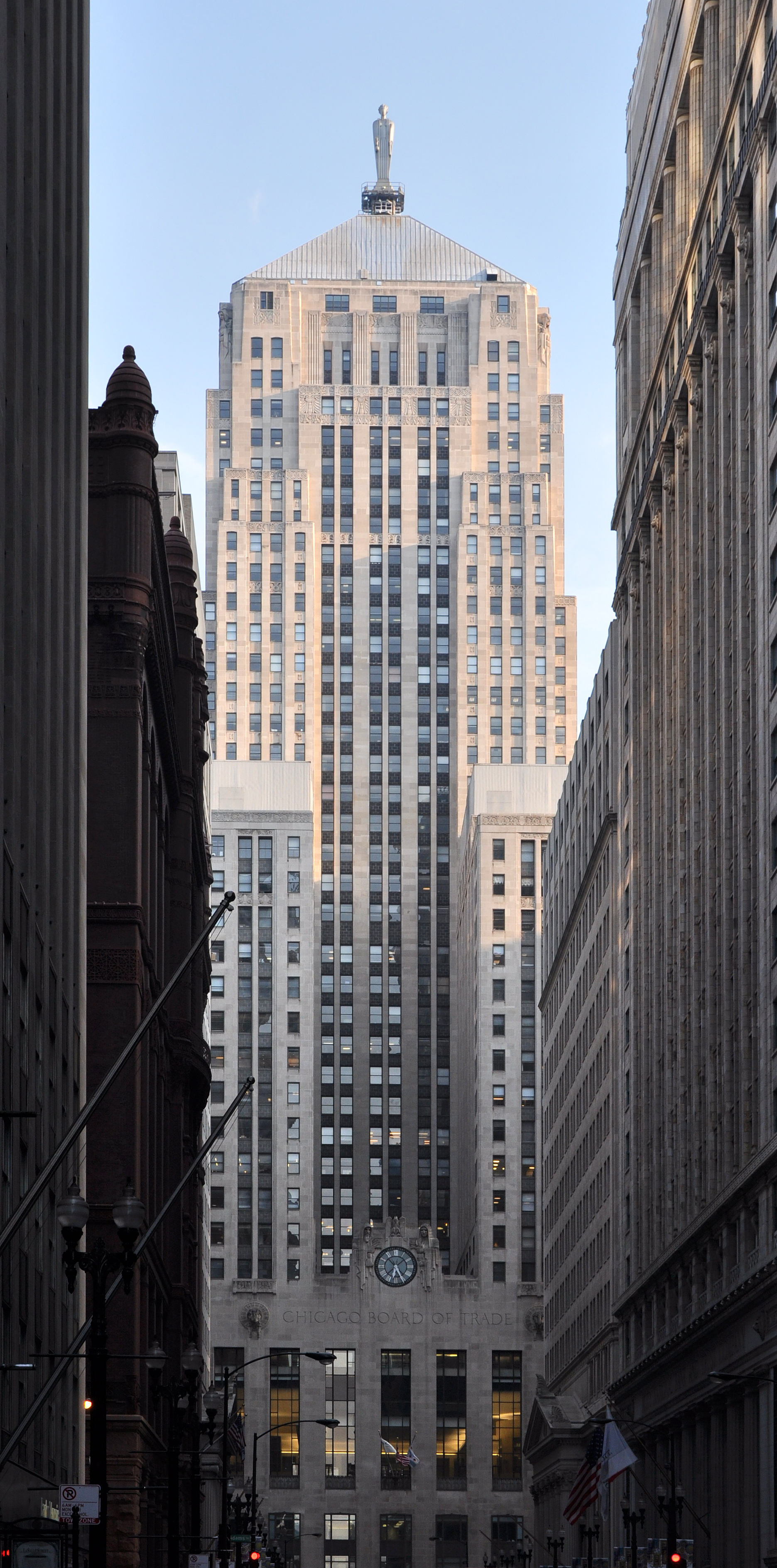
مبنى مجلس شيكاغو للتجارة في شيكاغو، إلينوي هو معلم مميز وفريد من نوعه في شيكاغو والولايات المتحدة

معلم تاريخي وطني (بالإنجليزية: National Historic Landmark اختصارا NHL)‏ هو مبنى، أو منطقة، أو شيء، أو مكان، أو تشييد معترف به رسميا من قبل الحكومة الفيدرالية للولايات المتحدة نظرا لأهميته التاريخية. من بين أكثر من 85,000 مكان مسجل في السجل الوطني للأماكن التاريخية، تم الاعتراف فقط بـ2,500 كمعالم تاريخية وطنية.

## وصلات خارجية
- الموقع الرسمي